# Ignaz Puschnik
Ignaz Herbert Puschnik, auch Puśnik, (* 5. April 1934 in Wien; † 17. Dezember 2020) war ein österreichischer Fußballspieler. Er nahm mit der österreichischen Nationalmannschaft an der Fußball-Weltmeisterschaft 1958 in Schweden teil.

## Karriere

### Verein
Puschnik verbrachte seine gesamte Laufbahn im Seniorenbereich beim Kapfenberger SV. Zu Beginn seiner Karriere 1954 war Kapfenberg gerade in die Staatsliga aufgestiegen und konnte die Spielklasse bis 1959 halten. 1961 gelang der Wiederaufstieg, dem der unmittelbare Abstieg folgte. 1963 stiegen die Steirer erneut auf. Nach einem weiteren Abstieg 1967 beendete Puschnik seine Karriere.

### Nationalmannschaft
Am 10. März 1957 debütierte Puschnik im Wiener Praterstadion vor 65.000 Zuschauern im Freundschaftsspiel gegen Deutschland in der österreichischen Nationalmannschaft.
Er wurde in den österreichischen Kader für die Weltmeisterschaft 1958 berufen. Im Verlauf des Turniers wurde er jedoch nicht eingesetzt. Seinen nächsten Einsatz in der Nationalmannschaft hatte er erst wieder 1962.
Insgesamt bestritt Puschnik bis 1964 sieben Länderspiele, in denen er ohne Torerfolg blieb.

## Privates
Puschnik war gelernter Former und arbeitete im Kapfenberger Böhler-Werk. Später war er als Verwalter bei einer Siedlungsgenossenschaft tätig.
Ignaz Puschnik verstarb am 17. Dezember 2020.